# Leapfrogging strategy

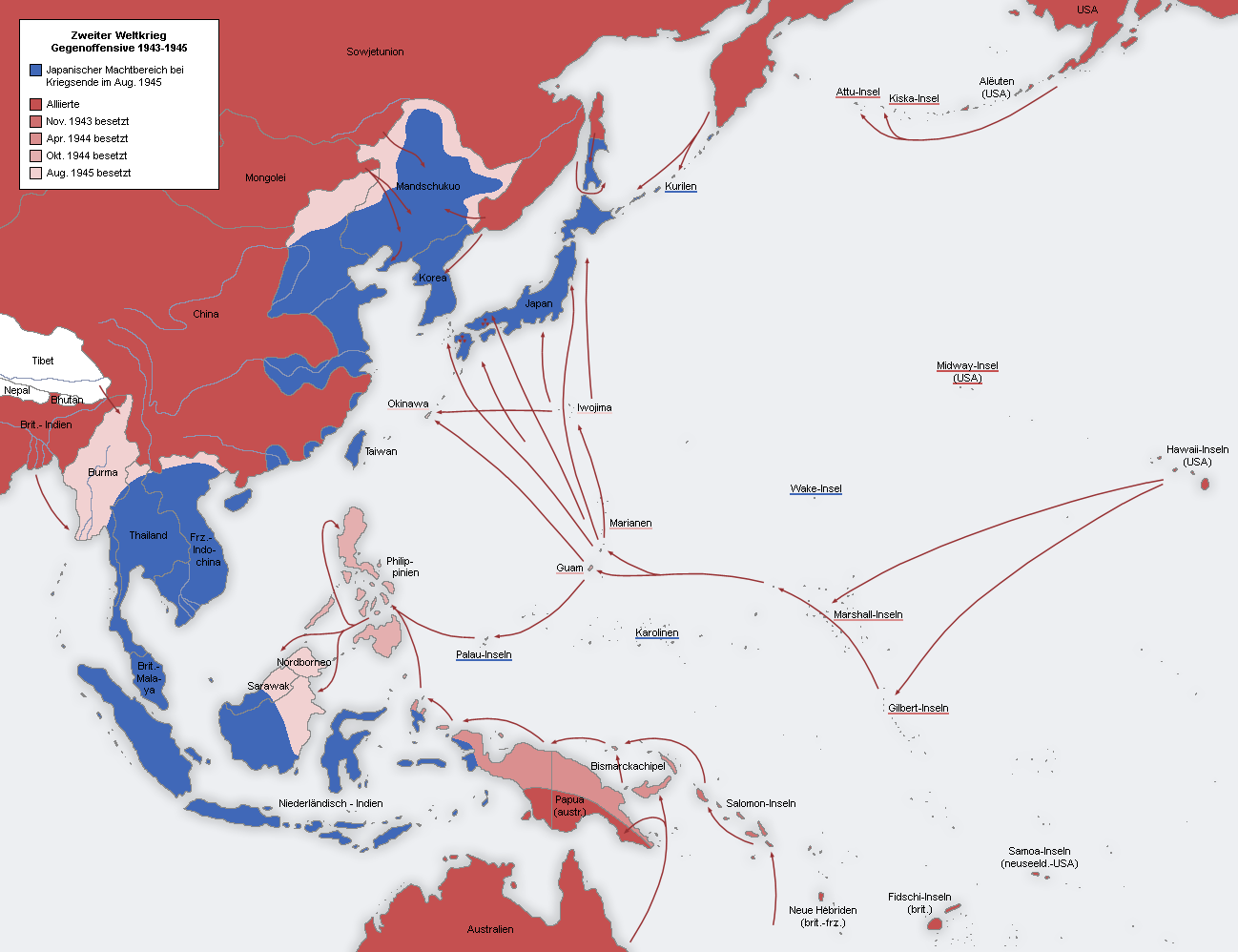
Campagna degli Alleati 1943-1945:
- blu: territori in mano giapponese nell'agosto 1945
- rosso scuro: territori alleati
- rosso: occupati novembre 1943
- rosa forte: occupati aprile 1944
- rosa: occupati ottobre 1944
- rosa tenue: occupati agosto 1945

La Leapfrogging strategy, ovvero strategia del gioco a cavalluccio (letteralmente salto della rana), fu una strategia militare utilizzata dagli Alleati durante la seconda guerra mondiale nel teatro di guerra del Pacifico contro l'Impero giapponese e le Potenze dell'Asse. L'idea era quella di aggirare le posizioni ben fortificate dell'esercito giapponese, concentrando invece le proprie limitate risorse su isole strategicamente importanti, che non erano ben difese, ma che potevano fornire un appoggio per giungere all'isola principale del Giappone.

## Storia

### Antefatti
Nel tardo '800 gli Stati Uniti d'America avevano parecchi interessi nella zona del Pacifico occidentale da difendere, in particolare l'accesso al mercato cinese e le colonie (Filippine e Guam), che gli USA avevano ottenuto come risultato della guerra ispano-americana (1898). Dopo le vittorie giapponesi nella prima guerra sino-giapponese (1894-95) e nella guerra russo-giapponese del 1904, gli Stati Uniti incominciarono a vedere il Giappone come una potenziale minaccia ai propri interessi nel Pacifico occidentale. Questo antagonismo venne intensificato dalle obiezioni giapponesi ad un tentativo di annessione delle isole Hawaii da parte degli Stati Uniti nel 1893, con il rovesciamento del governo monarchico di quelle isole. In quell'occasione infatti il Giappone inviò ad Honolulu il suo incrociatore Naniwa, che giunse colà il 23 febbraio 1893. Inoltre il Giappone mosse agli USA critiche riguardo alle discriminazioni contro gl'immigrati giapponesi sia alle Hawaii che in California (1906, 1913).
Il risultato fu che gli Stati Uniti iniziarono, già nel 1897, a redigere piani di guerra contro il Giappone, che furono poi denominati in codice "Warplan Orange". Quello del 1911, che fu redatto dal contrammiraglio Raymond Rodgers, comprendeva anche una strategia di "salto dell'isola" per raggiungere il Giappone. Dopo la prima guerra mondiale il Trattato di Versailles conferì al Giappone un mandato sulle colonie tedesche nel Pacifico occidentale, specificatamente nelle Isole Marianne, Isole Marshall e nelle Isole Caroline. Se queste isole fossero state fortificate, il Giappone avrebbe potuto, in teoria, negare l'accesso agl'interessi degli Stati Uniti nel Pacifico occidentale.
Quindi nel 1921 il tenente colonnello Earl Hancock Ellis, del Corpo dei Marines degli Stati Uniti, stese il "Piano 712, Operazioni per Basi Avanzate nella Micronesia", un piano di guerra contro il Giappone che aggiornava i Piani di Guerra Arancia, inserendovi le nuove armi da allora sviluppate (prevalentemente sommergibili ed aerei) e che comprendeva anche una "strategia del gioco a cavalluccio" qui denominata del "salto delle isole". Poco dopo un giornalista anglo-americano, esperto di questioni navali, Hector Charles Bywater, pubblicò la prospettiva di una guerra fra Stati Uniti e Giappone nei suoi libri Seapower in the Pacific (1923) e The Great Pacific War (1925), ove descriveva dettagliatamente questo tipo di strategia. I due libri non furono letti solo negli Stati Uniti ma anche da ufficiali di alto livello della Marina imperiale giapponese, che utilizzarono con successo la strategia del "salto sulle isole" nella loro offensiva nel Sud-est asiatico tra il 1941 e il 1942.

### Fondamenti ed impiego
La strategia era in parte attuabile poiché gli Alleati utilizzavano attacchi aerei e sottomarini per bloccare ed isolare le basi giapponesi, indebolendo le loro guarnigioni e riducendo le capacità giapponesi di rifornirle e rafforzarle nuovamente. Così le truppe nemiche di stanza sulle isole potevano essere bypassate, al punto che la maggior base navale giapponese a Rabaul divenne priva di utilità negli sforzi di guerra giapponesi e lasciata languire. Il generale Douglas MacArthur diede un notevole appoggio a questa strategia nei suoi sforzi per riconquistare le Filippine. La strategia venne inizialmente applicata nella parte finale del 1943 nella Operazione Cartwheel. MacArthur sostenne di esserne stato l'inventore ma essa venne originariamente progettata dalla Marina.

### Vantaggi
La "strategia del gioco a cavalluccio" presentava numerosi vantaggi. Essa avrebbe permesso alle Forze armate americane di raggiungere il Giappone più celermente, senza perdere tempo, uomini e mezzi per dover sloggiare i giapponesi da ogni isola da loro occupata, che si trovava sulla strada. Avrebbe dato agli Alleati il vantaggio della sorpresa e tagliato fuori i giapponesi. La strategia globale avrebbe avuto due "rebbi": una forza, al comando dell'ammiraglio Nimitz, con una grossa flotta ed un minore contingente da sbarco, sarebbe avanzata a nord verso l'isola occupando le isole Gilbert, le Marshall e le Marianne, dirigendosi genericamente verso le isole Bonin, mentre il rebbio meridionale, condotto dal generale MacArthur e costituito da una forza da sbarco molto più consistente, avrebbe conquistato le isole Salomone, la Nuova Guinea e le isole dell'arcipelago di Bismarck, avanzando verso le Filippine.

### Applicazioni mancate
La strategia del gioco del cavalluccio non fu sempre applicata nel Pacifico. Quando MacArthur mosse verso sud per attaccare Mindanao, dopo aver liberato dai giapponesi le Filippine del nord e dopo aver sostenuto la necessità di riconquistare parte del Borneo, egli violò il principio base della strategia in questione. Nel primo caso il motivo va ricercato nella promessa, fatta da MacArthur, di rientrare nelle Filippine il più presto possibile.

## L'origine di un nome

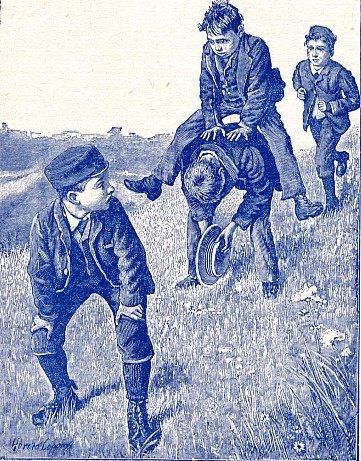
Bambini che giocano a cavalluccio

Il nome dato a questa strategia è preso per analogia da quello di un gioco per ragazzini che è diffuso in tutto il mondo: noto come cavalluccio in Italia, leapfrogging (salto della rana) nei paesi di lingua anglosassone, saute-mouton (salta-pecora), in quelli francofoni, per citarne qualcuno. Il gioco è praticato su prato, campo o altro luogo aperto, con fondo non troppo rigido, da più "giocatori", non importa quanti ma non meno di tre. I "giocatori" si allineano in fila, uno dietro l'altro, e il primo fa qualche passo in avanti per poi posizionarsi in piedi ma con la schiena piegata in avanti quasi a 90º, la testa abbassata e le gambe leggermente allargate per avere la base di appoggio più ampia. Il secondo giocatore prende una breve rincorsa e "salta" il primo, ma non elevandosi completamente bensì allargando le gambe e scavalcandolo appoggiandosi con le mani sulla sua schiena. Quando il secondo "atterra", si sposta qualche metro in avanti per lasciare sufficiente spazio al prossimo saltatore e si pone a schiena piegata come il primo. Il terzo prende la rincorsa, scavalca prima il primo, poi il secondo e quindi si posiziona lui, e così via. Quando hanno saltato tutti, tocca al primo, che ripete la sequenza. Si va avanti così con unico limite temporale quello delle stanchezza o della noia. 
Questa strategia, di superare baluardi nemici senza occuparli, per proseguire oltre, dopo averne ridotto fortemente il potenziale bellico, fu impiegata in molti casi. Nel caso dell'offensiva nel sudest asiatico tra il 1941 e il 1942, essendo i baluardi giapponesi delle isole, la strategia prese anche il nome di "salto dell'isola" (islandhopping).